# Liste des telenovelas et séries de Star TV (Turquie)

Logo de Star TV (Turquie).

Cet article présente la liste des telenovelas et séries de Star TV par année de 1991 à aujourd'hui.

## Années 1990

### 1991
- Yadigar
- Ana
- Kimse Durduramaz
- Karışık İş
- Karşı Show
- Kahraman Damat
- Portatif Hüseyin
- Şen Dullar

### 1992
- Taşların Sırrı
- Kızlar Yurdu
- Savcı
- Saygılar Bizden

### 1993
- Şaban Askerde

### 1994
- Yazlıkçılar
- Sevgi Oyunu
- Bay Kamber
- Bizimkiler

### 1995
- Aşk Fırtınası (Ana Yüreği)
- Fırıldak Nuri
- Aşık Oldum
- Aşk ve Gurur
- Evdekiler
- Gül ve Diken
- Gölge Çiçeği
- Kanundan Kaçılmaz / İz Peşinde
- Kaygısızlar
- Kopgel Taksi
- Muhteşem Zango
- Şehnaz Tango
- Ferhunde Hanımlar

### 1996
- Çılgın Badiler
- Komşu Komşu
- Şeytanın Kurbanları
- Oğlum Adam Olacak
- Sihirli Ceket
- Süper Yıldız
- Tam Pansiyon
- Tutku
- Zühre
- Fırtınalar
- Gözlerinde Son Gece

### 1997
- Acı Günler
- Baskül Ailesi
- Canısı
- Devlerin Aşkı
- Fırat
- İntizar
- Köstebek
- Oyun Bitti
- Yangın Ayşe
- Yerim Seni
- Deli Divane
- Sırtımdan Vuruldum
- Kara Melek

### 1998
- Can ile Muhlise
- Çarli
- Dış Kapının Mandalları
- Feride
- Gülüm
- Hain Geceler
- Hesabım Bitmedi
- Hicran
- Kaygısızlar
- Kızım Osman
- Mercan Kolye
- Sır Dosyası
- Kuzgun
- Güzel Günler
- Reyting Hamdi
- Sen Allah'ın Bir
- İki Arkadaş
- Yıkılmadım
- Aynalı Tahir
- Üvey Baba

### 1999
- Affet Beni
- Bizim Sokak
- Güneş Yanıkları
- Kadınlar Kulübü
- Zilyoner
- Küçük Besleme
- Bücür Cadı
- Kıvılcım

## Années 2000

### 2000
- Aşk Hırsızı
- Birisi / Her Şey Yalan
- Hanım Ağa
- Kızım ve Ben
- Koltuk Sevdası
- Kör Talih
- Süper Kurşunsuz
- Mercan Kolye
- Renkli Dünyalar

### 2001
- Küçük Besleme
- Aylin
- Babam ve Biz
- Güz Gülleri
- Sultan
- Tuzu Kurular

### 2002
- Kara Melek
- Ah Yaşamak Var ya
- Asayiş Berkemal
- Aşk ve Gurur
- Beşik Kertmesi
- Bizimkiler
- Cabbar
- Çatıdaki Kız
- Aşkın Peşinde
- Dadı
- Efsane
- Emanet
- Kader Ayırsa Bile
- Kibar Ana
- Mahallenin Muhtarları
- Teyzemin Nesi Var
- Vaka-i Zaptiye

### 2003
- Bir Yıldız Tutuldu
- Şıhsenem
- Umutların Ötesi
- Zalim
- Hürrem Sultan
- Ayrılsak da Beraberiz
- Çocuklar Duymasın
- En Son Babalar Duyar

### 2004
- 24 Saat
- Biz Boşanıyoruz
- Her Şey Yolunda
- Tatil Aşkları
- Yeni Hayat
- Çocuklar Ne Olacak
- Kadın İsterse
- Sırlara Yolculuk
- Şöhretler Kebapçısı

### 2005
- AB'nin Yolları Taştan
- Alanya Almanya
- Canın Sağolsun
- Erkek Tarafı
- Kayıt Dışı
- Kısmet Değilmiş
- Kızma Birader
- Sen misin Değil misin
- Yeniden Çalıkuşu

### 2006
- İmkansız Aşk
- Karagümrük Yanıyor
- Taşların Sırrı
- Ümit Milli
- Candan Öte
- Kaybolan Yıllar
- Yalancı Yarim
- İki Aile
- Köprü
- Sihirli Annem

### 2007
- Acemi Cadı
- Kader
- Sevgili Dünürüm
- Ters Yüz
- Zeliha'nın Gözleri
- Leylan
- Çemberin Dışında
- Fedai
- Vazgeç Gönlüm

### 2008
- Kalpsiz Adam
- Milyonda Bir
- Derdest
- Pulsar
- Son Ağa
- Ay Işığı
- Baba Ocağı
- Son Bahar
- Güldünya

### 2009
- Aile Reisi
- Teyzanne
- İstanbul'un Çocukları
- İhanet
- Kayıp Prenses
- Kül ve Ateş
- Yol Arkadaşım
- Benim Annem Bir Melek
- Kurtlar Vadisi Pusu
- Makber
- Maskeli Balo
- Papatyam

## Années 2010

### 2010
- Cümbür Cemaat Aile
- Umut Yolcuları
- Dürüye'nin Güğümleri
- Geniş Aile
- Küçük Kadınlar
- Küçük Sırlar
- Behzat Ç. Bir Ankara Polisiyesi

### 2011
- Anneler ile Kızları
- Ay Tutulması
- Cennetin Sırları
- İzmir Çetesi
- Sırat
- Yalancı Bahar
- Akasya Durağı
- Sihirli Annem
- Bir Ömür Yetmez
- Firar
- İffet
- İkinci Bahar
- Tek Başımıza

### 2012
- Acayip Hikayeler
- Ağır Roman Yeni Dünya
- Babalar ve Evlatlar
- Bir Çocuk Sevdim
- Canımın İçi
- Çıplak Gerçek
- Evlerden Biri
- Hayatımın Rolü
- İbreti Ailem
- Kalbim 4 Mevsim
- Koyu Kırmızı
- Küçük Hesaplar
- Sudan Bıkmış Balıklar
- Bir Erkek Bir Kadın
- Dila Hanım
- İşler Güçler
- Muhteşem Yüzyıl

### 2013
- 20 Dakika
- Benim Hala Umudum Var
- Ben de Özledim
- Aramızda Kalsın
- Aşkın Bedeli
- Medcezir

### 2014
- Aşktan Kaçılmaz
- Kaçak Gelinler
- Kurt Seyit ve Şura
- Reaksiyon
- Sil Baştan
- Urfalıyam Ezelden
- Deniz Yıldızı
- Gönül İşleri
- Güzel Köylü
- Kaderimin Yazıldığı Gün
- Kardeş Payı
- Paramparça

### 2015
- Çilek Kokusu
- Serçe Sarayı
- Tatlı Küçük Yalancılar
- Hatırla Gönül
- Muhteşem Yüzyıl Kösem
- Kiralık Aşk

### 2016
- 46 Yok Olan
- Gecenin Kraliçesi
- Göç Zamanı
- Hanım Köylü
- Şahane Damat
- Yüksek Sosyete
- Hayat Bazen Tatlıdır
- Anne
- Cesur ve Güzel

### 2017
- İçimdeki Fırtına
- Yıldızlar Şahidim
- Türk Malı
- Ateşböceği
- Dolunay
- Çember
- Adını Sen Koy
- Fazilet Hanım ve Kızları
- Hayat Sırları
- Siyah İnci
- Ufak Tefek Cinayetler
- Söz
- İstanbullu Gelin

### 2018
- Jet Sosyete
- Babamın Günahları
- Börü
- Kalbimin Sultanı
- Nefes Nefese
- Avlu
- Erkenci Kuş

### 2019
- Kardeş Çocukları
- Kuzgun
- Sevgili Geçmiş
- Benim Tatlı Yalanım
- Çocuk
- Sevdim Seni Bir Kere
- Güvercin
- Sefirin Kızı

## Années 2020

### 2020
- Babil
- Sol Yanım
- Seni Çok Bekledim
- Akrep
- Menajerimi Ara

### 2021
- Seni Çok Bekledim
- Kağıt Ev
- Kazara Aşk
- Ada Masalı
- Sana Söz
- Ada Masalı
- Benim Hayatım
- Kaderimin Oyunu
- Cennet Köyü
- Masum ve Güzel
- Hanedan

### Sources
- (en) Cet article est partiellement ou en totalité issu de l’article de Wikipédia en anglais intitulé « Star TV » (voir la liste des auteurs).